# Casola Valsenio
Casola Valsenio – miejscowość i gmina we Włoszech, w regionie Emilia-Romania, w prowincji Rawenna.
Według danych na rok 2004 gminę zamieszkiwały 2844 osoby, 33,9 os./km².